# 警官の血
『警官の血』（けいかんのち、The Policeman's Lineage）は、佐々木譲による日本の警察小説、およびそれを原作とした日本のテレビドラマ、韓国の映画。
『小説新潮』（新潮社）にて2006年6月号から2007年8月号まで連載された。3代にわたって警察官となった3人の男の人生を、昭和に起こった2件の未解決事件と、戦後の昭和から平成の時代を背景に描く大河小説である。2011年、本作から9年後を舞台とした続編『警官の条件』が刊行された。
2007年、日本冒険小説協会大賞を受賞。また、1988年の『ベルリン飛行指令』以来19年ぶりに第138回直木三十五賞にノミネートされ、2008年版の「このミステリーがすごい!」では第1位になった。
2009年、テレビ朝日の開局50周年番組としてテレビドラマ化され、同年2月7日・2月8日に2夜連続で放映された。
2022年、韓国で映画化。

## あらすじ
警視庁の刑事で祖父から続く警察官の家系の3代目、安城和也は写真館で古い映像を見ていた。それは天王寺・五重塔で火災が発生した際のもので和也の祖父である安城清二も映っている貴重なフィルムだった。和也はその後古びた缶に入っている、新聞の切り抜きに目を通す。そこには和也の父、安城民雄が殉職した報道が書かれていた。祖父の手帳や記事と共に缶の中から警察官の備品の一つ警笛を見つける。和也はそれを眺めながらいままで伝え聞いた出来事を思い出す。

昭和23年、安城清二は上野警察署の巡査になる。11月、顔見知りになっていた男娼のミドリが上野公園の不忍池で扼殺体で発見される。事件は未解決のまま、4年の歳月が過ぎる。昭和28年1月、自宅の長屋の近所にある谷中墓地で、若い国鉄職員・田川克三の遺体が発見される。その死に様はミドリの事件を清二に否応なく思い出させた。その事件も捜査は行き詰まるが、清二が独自に行った聞き込みで、2人が警察官と接触していたことを知る。
その年、別の事件で手柄を上げた清二はかねての希望が叶い、天王寺駐在所勤務となる。しかし、配属からわずか3カ月経った昭和32年7月6日未明、駐在所の隣の天王寺・五重塔で火災が発生。その最中よく見知った人物を見かけ、追いかけるために姿を消し、翌朝、国鉄の線路上で遺体で発見される。警察では、駐在所に隣接する文化財の炎上に責任を感じ、火事を防げなかったことを悔やんでの自殺、と判断された。
それから28年後、清二と同じく警察官になっていた息子民雄も紆余曲折を経て、父親と同じ天王寺駐在所勤務となる。そして、父親が気にし続けていた2件の殺人事件を調べ始める。
ある日、父・清二が亡くなった日の火事の写真を見た民雄は、そこに写っていた人物に驚愕する。父の死の真相が明らかになるかもしれない、しかし、真相を明らかにする前に、指名手配犯の人質となった少女を救うために殉職してしまう。
そして、清二・民雄の意志は三代目和也に引き継がれる。捜査第四課に配属された和也は裏で、警務部の命令で一人の捜査員の素行調査をすることに。
やるせない気持ちでその調査を終えた和也だが、過去の事件の真相に近付くうちに、清廉な駐在警官だったはずの父にある疑惑が浮上する。

## 登場人物
「演」はテレビドラマのキャスト。

### 主人公とその家族

#### 祖父の世代
安城 清二（あんじょう せいじ）
演：江口洋介

経歴
軍人→警視庁警察練習所入所→警視庁上野警察署外勤課上野動物園前派出所→警視庁谷中警察署天王寺駐在所→事故死

階級
巡査→巡査部長
軍人時代は近衛第二連隊として北部仏印に赴いたこともあるが、東京で終戦を迎える。軍を除隊となり、しばらくは戦災復興の仕事の日雇い仕事をしていたものの安定した職に就きたいと、たまたま警察官不足から大量募集をしていた警視庁の警察官になる決意をする。威張らない、子どもの鑑になるような、市民の味方のような警察官になりたいと思い、刑事などの花形ではなく駐在所勤務にになりたいと願う。警察練習所（現在の警察学校）に入所し、香取、窪田、早瀬と出会う。お互い切磋琢磨しながら練習所を卒業。上野警察署外勤課上野公園前派出所勤務となる。愚連隊幹部に窪田が撃たれた事件で犯人を検挙する実績をあげ警視総監賞を受賞する。当時、総監賞受賞の職員は職種、異動について希望が出せたため、念願かない昭和32年4月、谷中警察署天王寺駐在所勤務となる。7月、谷中五重塔の火災現場から姿を消し、芋坂跨線橋で転落死体として発見される。正義感の強かった清二は自身が管轄する駐在所隣の火災を防げなかったことに対する自責の念を感じ跨線橋から飛び降り列車にはねられた事故死として処理される。
安城 多津（あんじょう たづ）
演：木村佳乃
清二の妻。民雄の母親。畳職人の娘。清二とは家が近所だったが幼なじみと言えるほど親しくはなかった。偶然再会した時に互いに意識し始め、トントン拍子に結婚が決まった。洋裁の内職をし、家計を支えた。夫の死後、早瀬らに支えられながら、2人の子どもを育て上げた後は和裁で生計を立てた。

#### 父の世代（清二の子供の時代）
安城 民雄（あんじょう たみお）
演：吉岡秀隆（幼少期：鈴木福）
経歴
東京都立上野高校卒業→警視庁警察学校入校→警視庁公安部潜入捜査要員→休職→警視庁月島警察署警ら課→警視庁巣鴨警察署警務課→警視庁下谷警察署警ら課天王寺駐在所→殉職

階級
巡査→巡査部長→警部（殉職に伴う2階級特進）
清二の長男。清二が巡査になった年・昭和23年に生まれた。警察官である父親の仕事に誇りを持ち近所の子どもたちと警官ごっこをして遊んでいた。学力は申し分なく上野高校の教師から大学に進学することをすすめられるほどだったが本人は高卒で警視庁の警察官になること以外選択肢はなく卒業後、昭和42年4月、警視庁警察学校へ入学する。進学できる機会を蹴ってまで警察官になることに拘ったのは、清二の死が事故死（自殺）として処理されたことに納得しておらず、警察官になれば父の汚名返上が出来るのではとわずかながら考えていたからである。警察学校でも優秀な成績を修めて月島署への卒業配置を控えていたある日、公安部の笠井に、北海道大学文学部（ロシア文学専攻）へ進学しないかと誘われる。表向きは民雄の優秀な学力を眠らせておくのはもったいないということだったが、本当の目的はソ連部門担当要員育成で当時勢力を伸ばしつつあった北大の赤軍派に対する内定調査のためであった。民雄は悩んだ末昭和43年、北海道大学文学部（ロシア文学専攻）へ進学し、赤軍派へ加入。内定調査を開始する。訓練中の赤軍派が一斉逮捕された山梨の大菩薩峠事件(昭和44年)では、潜入捜査官でありながら、民雄も北大の赤軍派の仲間たちとともに、逮捕される。公安警察官としての功績は目覚ましく多数の表彰を受け未来を嘱望されるが、民雄の希望はあくまでも父親と同じ駐在警官になること。そして警察学校卒業から約7年もの間続けた過酷な潜入捜査で、不安神経症になり、療養所で休職することになりそこで看護婦として世話をしていた順子と恋仲になる。医師の「これ以上公安部の職務遂行は不可能」という助言もあり、やっと長年の激務から解放されるが、所轄に配属されても交通課や警務課など署内勤務が大半で民雄が警ら課への転属願を出しても幹部が取り合わなかったことに焦りとストレスを感じ、妻の順子にDVを行うようになる。なかなか警ら課に配属されなかったが、そのことを聞き、下谷署の警ら課長になっていた香取茂一の配慮で下谷署に配属され、半年後には父親と同じ天王寺駐在所勤務の夢を叶え、次第に性格も穏やかになっていく。天王寺駐在所勤務時代には、高校時代柔道部だったこともあり柔道には多少の心得があることから、町内の谷中集会所で子どもたちに柔道を教えるなど、町内の住民たちとも良好な関係を築いていた。父が未解決だった2つの事件を調べ、その真相に近付くが、平成5年9月、指名手配中の殺人犯で暴力団員の赤柴孝志(覚醒剤中毒で、小学生の女子を人質にとり立てこもっていた)を逮捕しようとしたところで頭に銃弾を受け(人質の女児は無事に保護された)、翌日、飯田橋の東京警察病院で命を落とす。民雄の殉職時の階級は、「巡査部長」であったが、死亡日付で2階級特進し「警部」となった。
堀米 順子（ほりごめ じゅんこ） → 安城 順子（あんじょう じゅんこ）
演：貫地谷しほり
軽井沢にある警視庁の保養所で働く女性。その保養所は、潜入捜査終了後に、不安神経症の診断を受け、療養を命じられた民雄が滞在していた。潜入捜査で身分を偽ってきた民雄にとって、警察官であることを知っている彼女は心休まる存在となり、東京へのデート（東京の映画館で映画『オリエント急行殺人事件』を鑑賞）などを経て、結婚する。男女2人の子に恵まれる。夫の死後、息子と娘と一緒に日暮里の集合住宅に移り住んだ。出身も軽井沢で実家は、軽井沢駅近くの燃料店。
安城 正紀（あんじょう まさき）
清二の第2子（次男）。民雄の2歳年下の弟。昭和25年生まれ。母親に似た柔和な顔立ち。東京都立蔵前工業高等学校卒業後、墨田区内の電気設備メーカーに就職し、組合活動家となる。一部の親族には、共産党員だ、左翼だと言われ、遠ざけられていた。組合活動に熱心だったため、兄の民雄とは、ほとんど連絡を取り合っていなかった。30歳頃に結婚したものの、夫人の間の子供はいない。昭和63年の時点では江東区亀戸に住み、とある労働団体の職員となっていた。兄の死後、甥の和也に父・民雄の生前の事全てを語って聞かせた。高校2年で父を亡くした甥・和也の大学進学のための費用を援助する。和也が警察官となることには反対の立場であったが、和也の意志を妨げることはできないとも悟っている。

#### 孫の世代（民雄の子供、清二の孫の時代）
安城 和也（あんじょう かずや）
演：伊藤英明（17歳時：立花裕大）
経歴
東京都立大学卒業→警視庁警察学校入校→警視庁目黒警察署地域課中目黒駅前交番→警視庁刑事部捜査第四課→警視庁刑事部捜査第二課

階級
警部補
民雄の第1子（長男）。民雄が酒乱で、順子に暴力を働いていたこともあり、一時期父を憎み、民雄とはほとんどコミュニケーションを取っていなかった。父の民雄と同様、学校の成績が優秀で高校では名門の東京都立白鷗高等学校に入学。父の死後、叔父の正紀から、父が公安の潜入捜査官（公安のスパイ）として北海道大学に進学し、潜入捜査の活動をしていたことを初めて知り、それまでの思いを改める。高校生2年のときに父親を亡くした和也だが、叔父の正紀の金銭的な援助を受けて、大学に進学。大学では法学部で学ぶ。サークルにも入らずにアルバイトに明け暮れ、合コンの経験もない、堅物の苦学生として4年間の大学時代を送る。大学4年の秋に、警視庁警察官I類採用試験に合格し、警察学校に入校。本祖父、父とは違い地域課ではなく刑事勤務を希望する。中野の警察学校で初任科課程を修了し、卒業配置先は、警視庁目黒警察署。卒業配置終了後、表向きは警視庁刑事部捜査第四課（暴力団に対する捜査を担当する課）に配属となるが、警務部人事課の命で、裏の任務として、暴力団との繋がりが指摘される捜査四課の捜査員・加賀谷仁の素行を調査すること、つまり事実上、警務部員（の内偵）として働くことを命じられる。この裏の任務を知るのは警務部人事第一課長と人事第二課長のみ。平成12年9月より、警視庁刑事部捜査四課にて、新人刑事としての勤務を開始。内偵の対象である加賀谷係長の下に付けられ、加賀谷の直属の部下として指導を受けることになる。祖父・清二が未解決だった事件について当時の関係者らに事情を訊くなどして調査するうちに真相に気付く。物語終盤では捜査二課勤務になっている。
安城 奈緒子（あんじょう なおこ）
民雄と順子の第2子（長女）。和也の3歳年下の妹。

### 3人のおじ
清二と警察学校が同期だった3人。清二の死後、民雄の高校進学などの費用を支えた。
早瀬 勇三（はやせ ゆうぞう）
演：椎名桔平
元・帝国陸軍歩兵少尉。法政大学在学中に召集され、歩兵五十七連隊としてフィリピンへ赴き、激戦地、レイテから復員した。私服刑事になりたいと願う。初め、尾久警察署に配属され、4年後、念願を果たし、荒川署の捜査係に配属され、最終的に公安刑事になる。清二の死後は、窪田・香取と共に安城一家の支えになる。定年退職後、某証券会社の顧問となった模様。
香取 茂一（かとり もいち）
演：益岡徹
宇都宮出身。初め、坂本警察署に配属される。出世を夢見る。下谷署警ら課にいる時に、天王寺駐在所を希望していた民雄を下谷署に赴任させ、希望を叶える。定年退職後、上野の商店街振興組合の顧問となった模様。
窪田 勝利（くぼた かつとし）
演：甲本雅裕
浦安出身。初め、浅草警察署に配属される。昭和25年、女給(吉川絹子)と恋仲になり、結婚する。昭和31年の夏、愚連隊の幹部(五十嵐徳一)に拳銃で撃たれ、重傷を負う。昭和60年9月、末期の肝臓癌で亡くなる。

### 男娼・国鉄職員殺害事件
ミドリ
演：若葉竜也
18・19歳くらいの青年。下町大空襲で焼け出され、上野公園をねぐらにする男娼になった。清二が公園内を通勤に使う内に顔見知りになった。色白で、女性に間違われてもおかしくないほどの美貌。本名・高野文夫。親しくしていた警察官がいたらしく、警察のスパイだと仲間に疑われていた。昭和23年11月、不忍池のほとりにて遺体で発見される(死亡時、20歳)。扼殺死とみられた。
原田 圭介（はらだ けいすけ）
演：泉谷しげる
中年の男。元教師(下谷の国民学校教諭)で、上野公園で生活する浮浪児たちの手紙を代筆したり、書類を読んだり、仲間たちの相談役のような立場。“先生”と呼ばれる。上野公園を追われた後は、浅草、秋葉原と場所を移す。昭和28年ころは、秋葉原にて廃品回収のリヤカーを引いていた。昭和49年、山谷で手配師と対立して暴力団員の赤柴孝志に殺害される(死亡時66歳)。
田川 克三（たがわ かつぞう）
演：笠原織人
国鉄職員。国労組合員(活動家)。16歳の色白で美形の少年。天王寺町のアパート「笠原第一アパート」に職場の同僚たちと3人で共同で住んでいた。昭和28年1月20日、清二の家(長屋)の裏手にある谷中墓地で遺体で発見される。
岩根 キミ（いわね きみ）
演：浅田美代子
田川克三が住んでいたアパート「笠原第一アパート」の1階に住む老女。60代くらい。谷中墓地の墓守である息子夫婦と一緒に暮らす。天王寺の五重塔の火災のとき、田川と会っていた男性を見たと、清二に告げる。

### その他の警察官
笠井（かさい）
演：榎木孝明
本庁公安部公安一課長。階級は警視。民雄に大学への進学を持ちかけ、潜入捜査を命じる。捜査終了後も、外事課への配属を持ちかけるが、民雄は精神的に際どい状態だったために断念する。
井岡 重治（いおか しげはる）
演：村田雄浩
北海道警察本部警備部の警部補。警視庁公安部の要請で、民雄から随時報告を受ける。
熊谷 達雄（くまがい たつお）
演：吉永秀平
下谷署の巡査部長。三宅幸夫殺害事件を担当する。
加賀谷 仁（かがや ひとし）
演：佐藤浩市
警視庁捜査第四課係長。警部。独自の情報ルートを築き、“四課の独立愚連隊”の異名を取る。高級スーツを身にまとい、ドイツ製のセダンに乗るなど、羽振りが良い。和也を直属唯一の部下とし、自分を「親爺(さん)」と呼ばせる。
早瀬 勇作（はやせ ゆうさく）
演：小澤征悦
本庁警視総監秘書室長。警視。早瀬勇三の息子。

### その他の人々
工藤 行夫（くどう ゆきお）
演：今井悠貴→六角精児
幼少時代に、履物屋などで万引きを繰り返し、駐在だった清二にきつく叱られたことで改心し、後に警官となる。王子署の交通課にて勤務中のとき、安藤民雄と会い、清二に叱られたその思い出を語る。当時小学生だった民雄もその光景を記憶していた。
吉本 信也（よしもと しんや）
演：平岳大
北海道大学経済学部の学生。共産主義者同盟“ブント”のリーダー格の一人。秀才風の青年。2年留年しており、24・5歳。民雄を運動に誘う。赤軍派の北大支部委員長。
宮野 俊樹（みやの としき）
演：田中圭
民雄と同じ文学部教養課程の二回生。岩手県盛岡の歯科医の息子。現役合格なので、民雄よりも1歳年下。所属サークルが10を超えることもあったという多趣味な学生。ギターを弾くしテニスもやる。スキー1級。写真が好き。学外の劇団にも所属。民雄を慕っている。民雄曰く「思想なんて何もないただの流行好きの軽い男」。セクトの活動家(同盟員)などではないが、吉本信也に感化され、「赤軍派の北大支部」一員となり、東京の佐藤栄作訪米実力阻止闘争に参加すべく、吉本らとともに東京、山梨・大菩薩峠へ向かう。民雄は何とかして赤軍派の一斉検挙(逮捕)の前に、宮野を逃してやりたいと願う。大菩薩峠事件で逮捕されるが、不起訴となる。逮捕後、熱心な活動家になり、1972年(昭和47年)、民雄に何も告げることもなく、中東、ヨーロッパへわたる。
守谷 久美子（もりや くみこ）
演：尾野真千子
民雄と同学年。民雄が好意を寄せている女性。地味ではあるが清潔な顔立ちで普段はあまり目立たない、秀才の女学生。宮野俊樹と付き合っている。(民雄曰く)「いかにも中産階級出身」。宮野が国外へ出奔したのち、民雄と一時期関係を持っていた。実家は宮城県仙台市。
平岡 悦男（ひらおか えつお）
演：深沢敦
天王寺駐在所界隈で、居酒屋(おでん屋)「えっちゃん」を営んでいる。オカマ。戦後間もない時期に上野公園にて戦災孤児(浮浪児)として生活していたことがあり、ミドリとも知り合いであった。また、その後、田川克三や岩根家と同じアパート「笠原第一アパート」に住んでいた。
三宅 幸夫（みやけ ゆきお）
演：北見敏之
天王寺駐在所管轄内の住人。調理師免許を持っているらしいが、定職に就かず、妻と息子に暴力を振るい、ギャンブルに金をつぎ込んでいた。見かねた民雄が、妻に流血の暴力をふるった直後の現場に赴き、傷害罪で逮捕した。出所後、1987年(昭和62年)7月、鶯谷のホテル街の路地で死亡しているのを発見される。
三宅 和子（みやけ かずこ）
演：麻生祐未
幸夫の妻。夫に度々暴力を振るわれ、そこら中に青痣を作っていたが、夫をかばうような言動も。
三宅 良和（みやけ よしかず）
三宅幸夫、和子夫妻の長男。後に、民雄の説得で柔道を習う。正紀と同じ東京都立蔵前工業高等学校に入学することになる。
恩田（おんだ）
演：奥田瑛二
三宅家のアパートの隣人。三宅家の隣室に住む。元畳職人。70歳。居酒屋「えっちゃん」の常連の一人。度々夫に暴力を振るわれる三宅和子のことを気にかけていた。三宅幸夫殺害事件の容疑者の一人として厳しい事情聴取を受け、心臓発作で倒れてしまう。民雄らがアリバイを証言したこともあり被疑者として逮捕されることはなかった。入院先の病院を退院後は、区の老人ホームに入ることになっていたが、数か月で亡くなった。
永田（ながた）
演：高橋克典
天王寺界隈で代々写真館を営む。2代目店主。五重塔火災事件の日に先代である父親が撮っていたという写真を民雄に見せる。
永見 由香（ながみ ゆか）
演：栗山千明
東京消防庁の救急救命士。和也が中野の警視庁警察学校にて研修中に救急救命訓練の研修にアシスタントとしてやって来た。消防庁の麻布署に勤務。和也が警察学校卒業後、中目黒で勤務しているころ、偶然交番近くの交通事故現場で再会したことがきっかけで接近、付き合うようになる。しかし、その後、密かに加賀谷と関係を持つようになる。

## 警官の条件
『警官の血』から9年後。警察は組織暴力部門の充実のため警察を辞めた加賀谷を復職させた。安城和也率いるチームは、致命的な失策を招いてしまう。

## テレビドラマ
テレビ朝日の開局50周年記念番組『50時間テレビ』の1番組として、2009年2月7日・8日に二夜連続で放映された。視聴率は第一夜14.0%。第二夜15.4%。
なお、男娼・ミドリの死体が上野公園の不忍池のほとりで発見される幻想的なシーンは、さいたま市の見沼公園で撮影された。

### スタッフ
- 監督・脚本：鶴橋康夫
  - 脚本協力：本村拓哉、宮脇卓也
- 音楽：仲西匡
- 技斗：二家本辰巳
- ガンエフェクト：BIGSHOT
- カースタント：カースタントTA・KA
- 特殊効果：太平特殊効果
- ロケ協力：深谷フィルムコミッション、深谷市観光課、和光市役所、千葉市フィルムコミッション、香川県観光協会、四国旅客鉄道、多度津町役場、田川市、北九州フィルム・コミッション、大分市ロケーションオフィス、三井鉱山、日本中央競馬会 ほか
- 映像提供：讀賣テレビ放送
- 技術協力：エスブイエス、ビデオスタッフ
- 照明協力：ザ・ホライズン
- 美術協力：アックス
- 機材協力：アイテム、アークビデオ、池上通信機
- 編集・MA：ザ・チューブ
- VFX：オムニバス・ジャパン
- スタジオ：緑山スタジオ・シティ
- チーフプロデューサー：五十嵐文郎（テレビ朝日）
- プロデューサー：黒田徹也（テレビ朝日）、小越浩造（東北新社クリエイツ）、松栄清（スペースポンド）、小橋智子（テレパック）
- 制作：テレビ朝日、東北新社クリエイツ

### キャスト
主なキャストは#登場人物を参照。
清二の時代
- 岩淵忠孝：伊武雅刀…上野署の次席。
- 横山幸吉：森本レオ…上野公園前派出所勤務の巡査。清二の同僚(相棒)。
- 五十嵐徳一：阿藤快…浅草を縄張りとする愚連隊の幹部。窪田勝利を銃撃した犯人。逃走するが、清二により銃刀法違反などで逮捕される。
- 三枝誠：斉木しげる
- 丹野満：近藤芳正…谷中署の捜査係(私服警官)。昭和28年ころ、少年鉄道員殺害事件で、谷中署の刑事課員として捜査本部に入っていた。昭和62年ころには警官を退職し、市ヶ谷の交通安全協会に勤務。民雄に事件の詳細を語る。
- 市橋正：石井愃一…観音寺前の履物屋「市橋屋」の主人。
- 工藤春夫：徳井優…万引き常習犯の少年・工藤行夫の父親。
- 八島陽子：小島可奈子…五十嵐徳一の情婦。
- 杉野勝：丸岡奨詞
- 永田崇：冷泉公裕
- 今野勉：建蔵…警察練習所の教官。
- 安達哲夫：長野克弘…赤柴春江の内縁の夫。職業は大工だが、ヒロポン中毒で堕落した生活を送る。
- 吉川絹子：森村玲…窪田勝利と結婚する女性。女給。実家は千葉県市川市。
- 赤柴春江：藤倉みのり…清二の住む長屋の裏にある長屋に住む未亡人。12歳の男子(赤柴孝志)と住む。のちに首吊り自殺する。
- 現場監督：剛州
- 小池中尉：中村有志
- 古参兵：曽根悠多

民雄の時代
- 久賀光幸：宅麻伸…下谷警察署の署長。
- 山倉俊策：佐藤銀平…共産同赤軍派の幹部の一人。軍事部。同志社大学の学生。山梨の大菩薩山塊の山小屋「花ちゃん山荘」（実力行使前の訓練所）で、民雄たちと会う。
- 赤井博：松澤一之
- 赤柴孝志：緋田康人…赤柴春江の息子。母子家庭で育つが12歳のときに母親が自殺。その後、少年院入り、犯罪を繰り返し、悪の世界へ入っていく。50歳代のころは、山谷・浅草を縄張りとするテキ屋系の暴力団の幹部。1974年(昭和49年)、山谷で原田圭介を殺害。1993年(平成5年)、同系列の暴力団幹部を拳銃で撃って殺害し指名手配される。
- 谷口刑事：木村栄
- 捜査員：ホリベン
- 金子巡査：芦田昌太郎…民雄の駐在所の代勤を務める巡査。
- 増子哲也：ノゾエ征爾…大阪市立大学生。共産同赤軍派の執行委員。山梨の山荘で、民雄たちと会う。
- 小野寺剛：山中崇…北海道大学の2回生で、ブントの活動家。吉本信也の仲間。吉本、民雄、宮野とともに、佐藤栄作訪米実力阻止闘争のため、特急列車で東京、山梨へ行く。
- 早瀬早苗：福井裕子

和也の時代
- 駒井君江：寺島しのぶ
- 及川晃：柴俊夫…警視庁警務部の人事二課長。
- 江藤淳：平田満…乃木坂に事務所を持つ裏社会の人間。
- 吉川武雄：ベンガル
- 畑山正：六平直政…警視庁警務部の人事一課長。
- 桂木裕：神保悟志
- 鈴木信也：田中要次…闇金融をやっていた、加賀谷が追っている男。
- 村上智明：浅見小四郎…雑誌社の社長。名古屋が本拠のパチスロ雑誌水滸伝を発行する会社。鈴木信也の新しいビジネスの人脈のひとり。1990年代に愛知県にて詐欺罪で逮捕されたことがある。
- 大友高広：大高洋夫
- 中田恭子：真由子…警視庁刑事部捜査四課、庶務係の職員。加賀谷と親しい。
- 内山健吾：渡辺憲吉…警視庁刑事部捜査四課長。
- 田村光：中原裕也
- 唯木公之助：加藤隆之
- 内藤典之：安居剣一郎
- 山田準二：中野浩靖
- 安田：中野剛…乃木坂の江藤の事務所にいる若い男。赤坂のみすじ通に質屋をもつ。
- 美穂：森下悠里
- 女バーテン：東加奈子

備考
- 田川克三は、小説では鉄道員となっているが、ドラマではブリキ工場の工員となっている。
- 寺島しのぶ演じる駒井君江は、ドラマオリジナルの人物である。

## 映画
「警官の血」（原題：경관의 피、英題：The Policeman's Lineage）。2022年、韓国で映画化。舞台を韓国・ソウルに移したことにより設定を大きく脚色している。

### キャスト (映画)
- パク・ガンユン - チョ・ジヌン
- チェ･ミンジェ - チェ・ウシク
- 監察係長 - パク・ヒスン
- 麻薬王 - クォン・ユル
- 暴力団組長 - パク・ミョンフン